# Kebulen (Pekalongan Barat)
Kebulen is een bestuurslaag in het regentschap Pekalongan van de provincie Midden-Java, Indonesië. Kebulen telt 5589 inwoners (volkstelling 2010).